# Gruvlehommane
Gruvlehommane (norwegisch für Gezahnte Täler) sind kleine Täler im ostantarktischen Königin-Maud-Land. Im Kurzegebirge der Orvinfjella liegen sie auf der Westseite des Hålisrimen.
Wissenschaftler des Norwegischen Polarinstituts benannten sie 1962.